# Václav Valenta
Václav Valenta, uměleckým pseudonymem Václav Valenta–Alfa (14. srpna 1887, Těnovice – 12. prosince 1954, Blovice), byl pedagog, beletrista, legionářský spisovatel, překladatel z ruštiny a básník.

## Život

### Studia
Václav Valenta se narodil 14. srpna 1887 v Těnovicích. V roce 1908 absolvoval zkoušku způsobilosti na učitelském ústavu a pak působil téměř osm let na několika školách, z nichž ta poslední byla v Černicích.

### První světová válka
Po vypuknutí první světové války narukoval 21. června 1915 k 35. pěšímu pluku v Plzni a s touto jednotkou byl převelen nejprve do Maďarska a poté na ruskou frontu. Do zajetí padl 14. června 1916 u města Tarnopole, které v té době náleželo k Rakousko-Uhersku (dnes – červenec 2022 – je město součástí západní Ukrajiny).

### V čs. legiích na Rusi
Do řad příslušníků československých legií na Rusi vstoupil 1. března 1917. Jeho působení v československých legiích je především spjato se Školou nezletilých dobrovolců, která byla zřízena u československého vojska na Sibiři v roce 1919 v Irkutsku. Generál Jan Syrový jmenoval 7. července 1919 velitelem vznikající školy podporučíka Jana Kyselu a jako staršího učitele Václava Valentu. Václav Valenta společně s několika dalšími kolegy tuto školu, kde se postupně učilo asi 105 žáků, řídil. Žáci byli tvořeni sirotky postupně soustředěnými do Irkutska ze všech legionářských pluků.

### Návrat doČeskoslovenska
Dne 19. prosince 1919 dostalo vedení této školy rozkaz k přesunu do Vladivostoku, za účelem nalodění se na japonský zaoceánský parník Shunko Maru v rámci 15. legionářského transportu do Československa. Kromě Školy nezletilých dobrovolců loď převážela vojáky Důstojnické školy československého vojska na Rusi a další osoby celkem asi 1 400 lidí. Loď vyplula z Vladivostoku po 14. hodině na Štědrý den 24. prosince 1919. Trasa lodi vedla kolem Japonska a Číny, dále přes jižní Čínské moře, Singapur, Indický oceán, Rudé moře, skrze Suezský průplav a po Středozemním moři. Do Terstu dorazila Shunko Maru dne 12. února 1920 v noci ve 2 hodiny 40 minut. Celá cesta japonskou lodí měřila 18.255 kilometrů a trvala (i s přestávkami plavby v přístavech) asi 50 dní. V Terstu dostal transport k dispozici dva vlaky a již 13. února 1920 oba odjely po železnici z Terstu (přes Lublaň a Štýrský Hradec) směrem do Československa. Hranice republiky vlakové soupravy překročily za ranní tmy 17. února 1920 a ještě téhož dne dojely do Prahy.

### Mezi světovými válkami
V československých legiích dosáhl Václav Valenta hodnost nadporučíka ruských legií a za svoji službu byl oceněn několika vyznamenáními. Po návratu do Československa vykonával od roku 1921 učitelské povolání a do roku 1937 zastával funkci řídícího učitele ve škole v Blovicích. Václav Valenta zemřel 12. prosince 1954 v Blovicích.

## Galerie

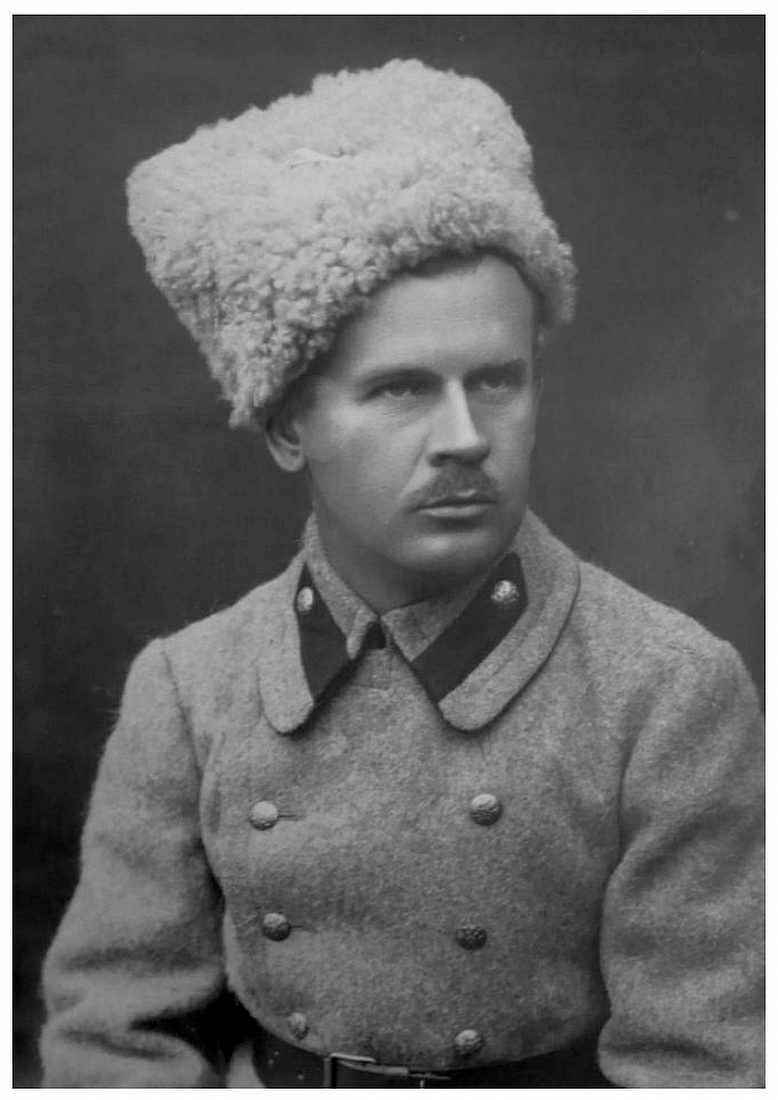
Václav Valenta na Sibiři v zimě 1918
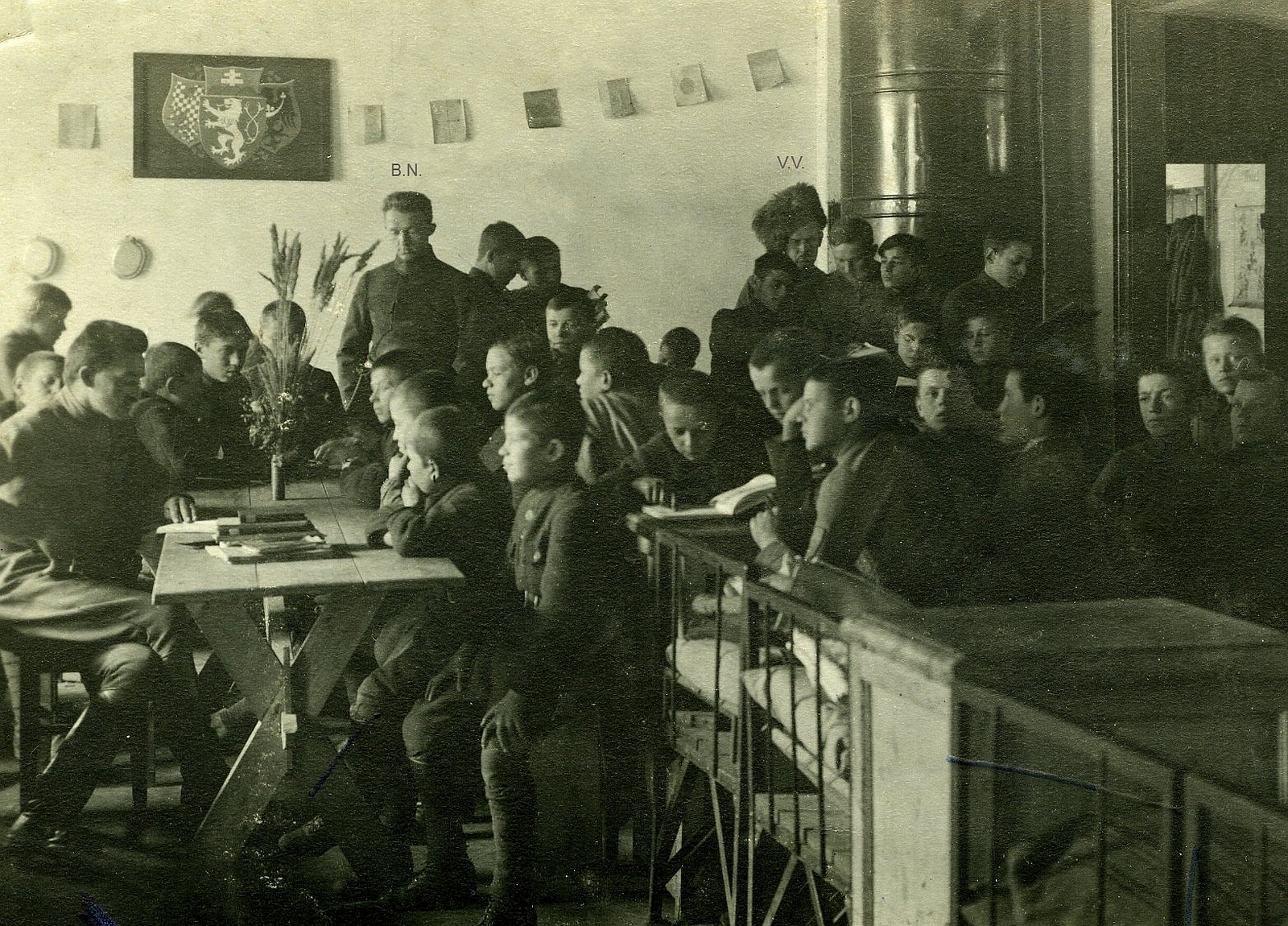
S legionářem a učitelem Bohumilem Němečkem při vyučování ve druhé třídě žáků Sibiřské školy nezletilých dobrovolců na Rusi
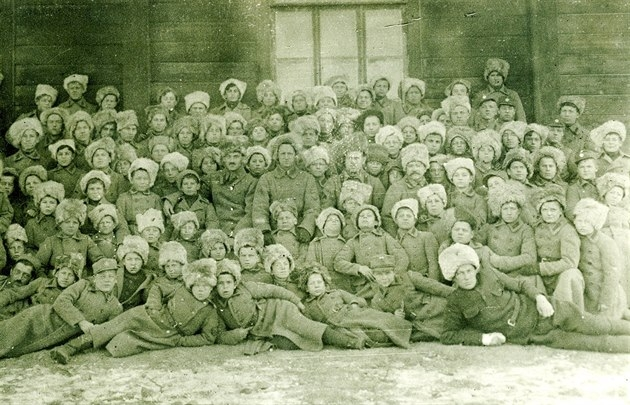
Škola nezletilých dobrovolců v Irkutsku v roce 1919
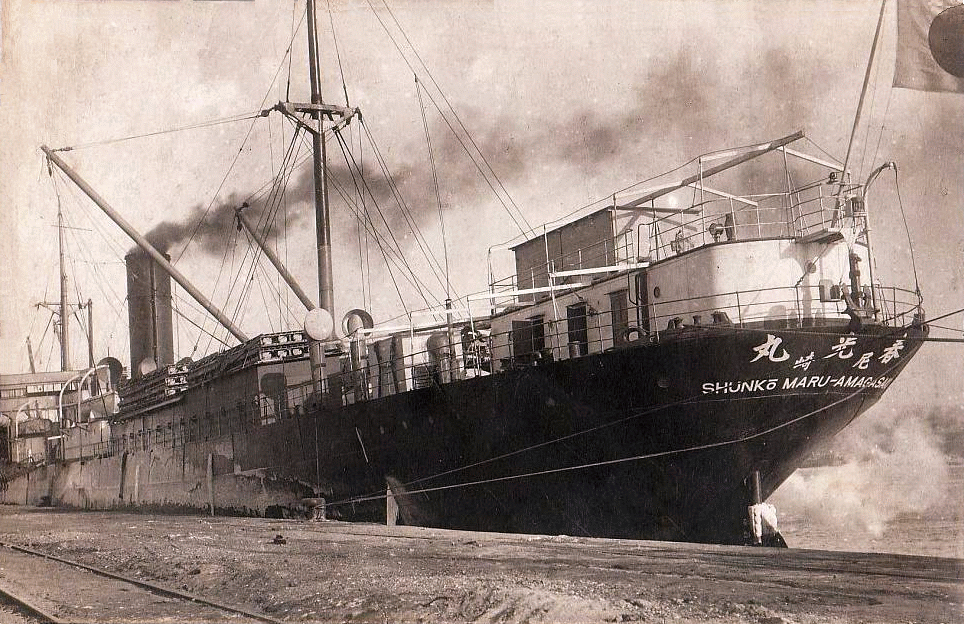
Japonská loď Shunko Maru přepravující legionáře a sirotky z Vladivostoku do Terstu
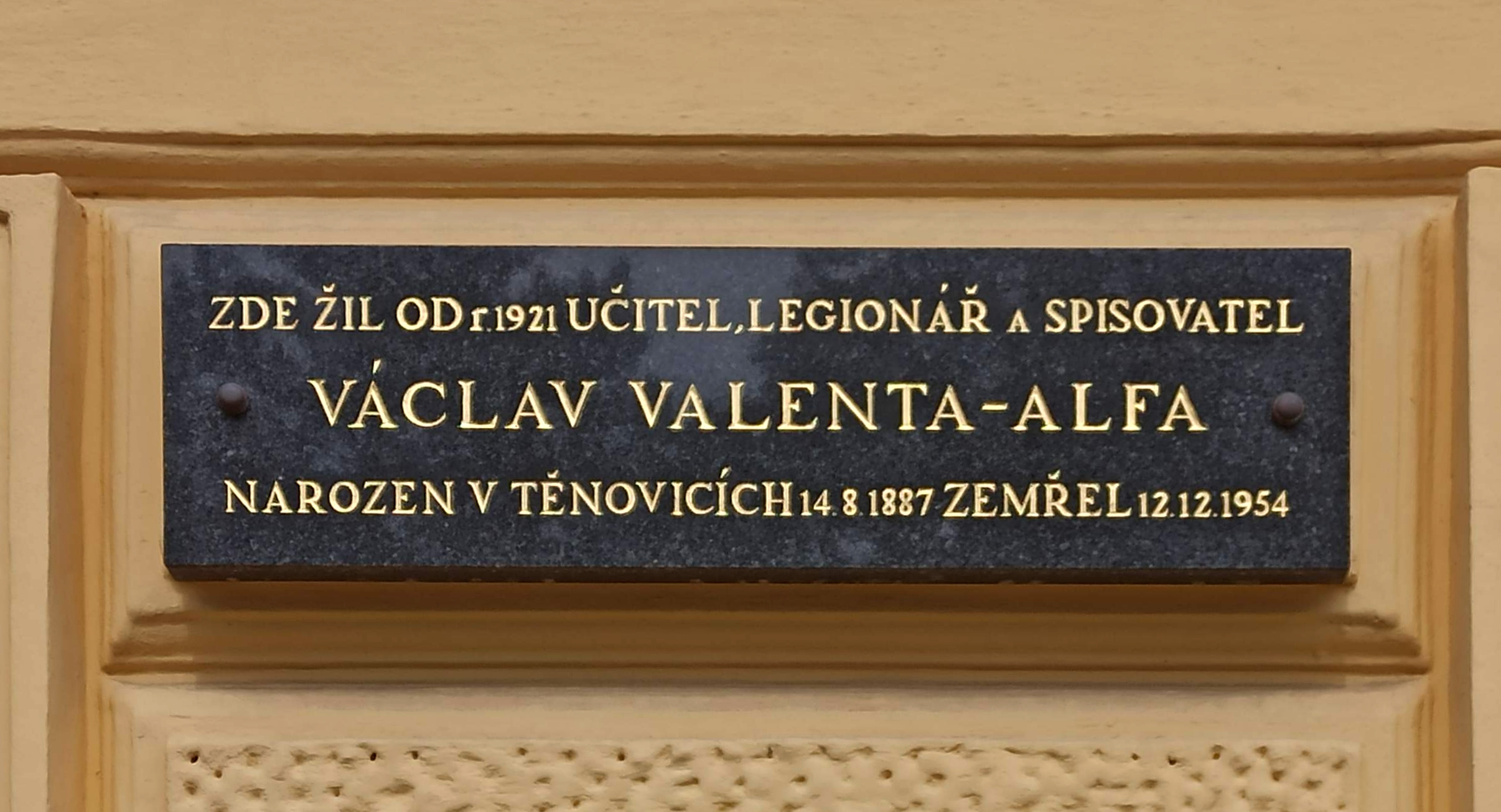
Pamětní deska na domě č. 176 na Masarykově náměstí v Blovicích

## Publikační činnost

### Vlastní publikace
Během svého života napsal řadu knih (většina z nich byla určena mládeži):
- VALENTA-ALFA, Václav. Sibiřské jedovatosti. Praha: nakladatelství Čin, 1923; 179 stran.[3]
- VALENTA-ALFA, Václav. Česká škola na Sibiři: od 4. července 1919 do 1. března 1920. V Praze: Dědictví Komenského, 1924. 91 stran, 8 číslovaných listů obrazové přílohy. Knihovna Pedagogických rozhledů; svazek 4. Spisů Dědictví Komenského; číslo 242.[3]
- VALENTA-ALFA, Václav. V ruském zajetí: příběhy ze světové války. Praha: F. Topič, 1925; 121 stran. Osení; svazek 69.[3]
- VALENTA-ALFA, Václav. U Bajkalských tunelů. V Praze: Státní nakladatelství, 1927. 93 stran. Sad: knihovna pro mládež; svazek 14.[3]
- a řadu dalších.[3]
- V roce 2020 vyšlo:
- VALENTA-ALFA, Václav. Česká škola na Sibiři: vzpomínky legionáře Václava Valenty. 1. vyd. Praha: Československá obec legionářská, 2020. 387 s. (Paměti Československé obce legionářské; sv. 12 (celkem 13. svazek edice)). ISBN 978-80-87919-73-6. S. 330.
- VALENTA-ALFA, Václav. Česká škola na Sibiři: vzpomínky legionáře Václava Valenty. 2. vyd. Praha: Epocha, 2020. 387 s. (Paměti Československé obce legionářské; sv. 12 (celkem 13. svazek edice)). ISBN 978-80-7557-966-9. S. 330.

### Překlady z ruštiny
Z ruštiny přeložil několik knih a divadelních her:
- KRUKOVSKIJ, M. A. Z krajů mlh a věčného ticha: povídky z ruského severu. Překlad Václav Valenta-Alfa. Praha: Česká grafická Unie, 1925; 171 stran; Země a lidé; svazek 62.
- SLIVICKIJ, Aleksěj. Medvěd Míška a jiné povídky. Překlad Václav Valenta-Alfa. Praha: F. Topič, 1926; 270 stran; Povídky o zvířatech; (svazek 15).
- VOLKENSTEIN, V. Maugli: divadelní hra pro děti podle R. Kiplinga v 5 jednáních. Překlad Václav Valenta-Alfa. V Praze: Ústřední nakladatelství a knihkupectví učitelstva českoslovanského, 1931; 54 stran; Dětské divadlo; svazek 48.
- POKROVSKIJ, S. V. Tygři z Modré sopky a jiné povídky o zvířatech. Překlad Václav Valenta-Alfa. V Praze: nákladem Ústředního nakladatelství a knihkupectví učitelstva českoslovanského, 1931; 163 stran; (2) + l. barevných obrazových příloh
- ARSEN‘JEV, Vladimir Klavdijevič. Stopař Děrsu Uzala. Překlad Václav Valenta-Alfa. Praha: Státní nakladatelství v Praze, 1934; 191 stran
- POKROVSKAJA, A. V. Vůdce Sedova: dobrodružné cesty kapitána Voronina v polárních krajinách. Překlad Václav Valenta-Alfa. V Praze: Státní nakladatelství, 1934; 95 - (I) stran
- ZOLOTOVSKIJ, Konstantin. Mistři potápěči. Překlad Václav Valenta-Alfa. V Praze: Novina, 1936; 129 + I stran
- GALKIN NIKOLAJ A.. Od polárního kruhu. Překlad Václav Valenta-Alfa. Praha: Novina, 1936; 176 stran
- ŠKLOVSKIJ, Viktor Borisovič a VALENTA-ALFA, Václav. Vyzvědač Marco Polo. Překlad Václav Valenta-Alfa. V Praze: Státní nakladatelství, 1936; 56 stran
- SLIVICKIJ, A. Medvěd Míška: huňáčova dobrodružství v Rusku. Překlad Václav Valenta-Alfa. Praha: Toužimský a Moravec, asi 1938; 270 stran.
- a další.

## Osvětová činnost
Václav Valenta také zorganizoval mnoho přednášek v Blovicích i v řadě okolních obcí.